# Psittacule double-œil
Cyclopsitta diophthalma
Espèce
Statut de conservation UICN

 LC  : Préoccupation mineure
Statut CITES
La Psittacule double-œil (Cyclopsitta diophthalma) est une espèce d'oiseau de la famille des Psittacidae originaire des forêts tropicales primaires de Nouvelle-Guinée. Des colonies de cette petite espèce se sont établies le long de la côte australienne dans l'est de la péninsule du cap York. C'est la plus petite espèce de cette famille présente en Australie.

## Description
Cet oiseau mesure environ 14 cm.
Son plumage présente une dominante verte. Le bec et les pattes sont gris.
Cette espèce présente le plus souvent (six sous-espèces sur huit) un net dimorphisme sexuel. Chez la forme type, le mâle adulte arbore une tête rouge bordée de bleu au niveau du cou et de jaune sur la nuque, ainsi qu'une marque bleu ciel en avant de chaque œil. La femelle ne présente une coloration rouge qu'au niveau du front et de la calotte, ses joues sont jaunâtres et les plages bleues sont plus pâles.

## Sous-espèces
Huit sous-espèces sont reconnues chez le Psittacule double-œil :
- diophthalma ;
- coccineifrons présentant davantage de jaune sur la nuque ;
- aurensis dont le rouge se présente sous la forme d'un masque facial chez le mâle, coloration remplacée par du bleu ciel chez la femelle aux joues jaune pâle ;
- marshalli proche de la sous-espèce précédente mais aux couleurs plus ternes et plus nuancées ;
- macleayana proche de la sous-espèce précédente mais le mâle présente des cercles oculaires bleu ciel et la femelle un front rouge ;
- virago dont le rouge se présente sous la forme d'un masque facial chez le mâle tout comme chez aurensis tandis que la femelle arbore des marques bleues sur le front (ainsi qu'une tache rouge) et les joues ;
- inseparabilis sans dimorphisme sexuel puisque mâle et femelle présentent un front rouge et une calotte bleue ;
- coxeni sans dimorphisme sexuel puisque les deux sexes arborent une coloration rouge nuancée de jaune au niveau des régions périauriculaires.

## Comportement
Cet oiseau se déplace en petits groupes dans les cimes des arbres les plus hauts.

## Alimentation
Cet oiseau se nourrit essentiellement de fruits (en particulier de figues), de fleurs, de baies et de graines.